# شهرستان وان ورت (اوهایو)
شهرستان وان ورت، اوهایو (به انگلیسی: Van Wert County, Ohio) یک سکونتگاه مسکونی در ایالات متحده آمریکا است که در اوهایو واقع شده‌است.